# Operacja Karez
Operacja Karez – operacja wojskowa przeprowadzona w dniach 13–23 maja 2008 roku przez ISAF z udziałem wojsk norweskich i niemieckich wspieranych przez siły rządowe w Afganistanie przeciwko talibom. Celem operacji było  wyeliminowanie obecności talibów, którzy mieli rządzić w Badghis w następstwie operacja Harekate Yolo z końca 2007 roku. Nazwa operacji pochodzi od afgańskiego słowo kareez, który jest stosowany system zarządzania wodą, aby zapewnić niezawodne dostawy wody do nawadniania i osiedli ludzkich w gorące, suche i półpustynne klimatach.

## Operacja
Długo planowane działanie zostało wszczęte 13 maja i trwało dziesięć dni. Pierwszego dnia operacji, 250 Norweski żołnierze rozbili obóz miał obok wsi Karez. Nagle norwescy żołnierze zostali potraktowani ogniem od talibów uzbrojonych w karabiny, rakiety i granaty. Norwegowie szybko przejęli kontrolę nad sytuacją, i wspierane przez  pojazdy opancerzone CV 9030 i moździerz, żołnierze z batalionu Telemark mogli z powodzeniem odpierać atak talibów. Walka była bardzo zacięta, lecz po dosyć długiej wymianie ognia talibowie uciekli. 14 maja i 16 maja żołnierze z batalionu Telemark zaangażowali się w walkę z talibami w dwóch dalszych konfrontacjach z bezpiecznej odległości, ponownie wspierane przez pojazdy opancerzone CV 9030, moździerzy, NATO bliskiego wsparcia powietrznego, jak również przez afgańskich sił bezpieczeństwa. Był to pierwszy raz w  historii w gdy Telemark batalion brał udział w rzeczywistej walce.

### Niemieckie uczestnictwo w operacji
Udział niemieckich żołnierzy w operacji jest kwestionowana. Chociaż niemieckie źródła stwierdziły, że wojska uczestniczyły w operacji Karez w związku z afgańską armią i norweskim Telemark batalion, to niemiecki magazyn Spiegel twierdzi, że  niemiecki rząd zwlekał do wydania decyzji o udział w walce. Niemieckie wojska za to na pewno wspierały walczące armie rozpoznawczo i logistycznie, co pierwotnie obiecał niemiecki rząd.

## Następstwa
23 maja 2008 roku wojska ISAF ogłosiły zwycięstwo z uwagi na wycofanie się talibów z walki. Operacja ta była największą operacją norweską przeprowadzoną w tym kraju. Wiadomo, że żaden żołnierz koalicji nie ucierpiał, za to szacuje się, że w walkach zginęło 13-15 talibów.